# Virginia Slims of Utah 1983
Virginia Slims of Utah 1983, також відомий під назвою Ginny of Utah, — жіночий тенісний турнір, що проходив на відкритих кортах з твердим покриттям Canyon Racquet Club у Солт-Лейк-Сіті (США). Належав до Ginny Tournament Circuit в рамках Світової чемпіонської серії Вірджинії Слімс 1983. Турнір відбувся вдруге і тривав з 12 вересня до 17 вересня 1983 року. Перша сіяна Івонн Вермак здобула титул в одиночному розряді й отримала за це 7 тис. доларів США.

## Фінальна частина

### Одиночний розряд
Івонн Вермак —  Felica Raschiatore 6–2, 0–6, 7–5
- Для Вермак це був 3-й титул за сезон і 4-й — за кар'єру.

### Парний розряд
Клаудія Монтейру /  Івонн Вермак —  Amanda Brown /  Бренда Ремілтон 6–1, 3–6, 6–4
- Для Монтейру це був 1-й титул за рік і 3-й — за кар'єру. Для Вермак це був 2-й титул за сезон і 3-й — за кар'єру.

## Нотатки
1. ↑  Ginny Tournament Circuit 1983 складався з восьми турнірів з призовим фондом 50 тис. доларів кожен, що проходили від лютого до вересня, і завершального листопадового Ginny Championships з призовим фондом 150 тис. доларів. Усі турніри відбулись у (США)[1]